# Singkarak
Singkarak (indonez. Danau Singkarak) – jezioro kalderowe w Indonezji na Sumatrze w górach Barisan; powierzchnia 129,69 km²; głębokość 160 m.
Posiada znaczenie jako źródło wody do irygacji i pitnej; rozwinięte rybołówstwo, turystyka.
Do jeziora wpadają małe rzeczki (na niektórych wybudowano małe hydroelektrownie), a wypływa z niego większa rzeka Omblin należąca do dorzecza Inderagiri.